# Lebeckia
Lebeckia es un género de plantas con flores perteneciente a la familia Fabaceae. Comprende 74 especies descritas y de estas, solo 43 aceptadas.

## Taxonomía
El género fue descrito por Carl Peter Thunberg y publicado en Nova Genera Plantarum 139. 1800.

## Especies seleccionadas
- Lebeckia acanthoclada
- Lebeckia ambigua
- Lebeckia angustifolia
- Lebeckia aphylla
- Lebeckia armata
- Lebeckia boureana
- Lebeckia burchellii
- Lebeckia candicans